# Savona 1907 Foot-Ball Club 2010-2011
Questa voce raccoglie le informazioni riguardanti il Savona 1907 Foot-Ball Club nelle competizioni ufficiali della stagione 2010-2011.

## Rosa
| N. |                      | Ruolo | Calciatore          |
| -- | -------------------- | ----- | ------------------- |
|    | Italia (bandiera)    | D     | Nicolò Antonelli    |
|    | Italia (bandiera)    | C     | Andres Bottiglieri  |
|    | Italia (bandiera)    | D     | Mauro Briano        |
|    | Italia (bandiera)    | D     | Andrea Briotti      |
|    | Italia (bandiera)    | C     | Angelo Buglio       |
|    | Italia (bandiera)    | D     | Matteo Candolini    |
|    | Italia (bandiera)    | D     | Juriy Cannarsa      |
|    | Italia (bandiera)    | C     | Giovanni Capuano    |
|    | Italia (bandiera)    | D     | Paolo Carbone       |
|    | Italia (bandiera)    | A     | Luca Cattaneo       |
|    | Italia (bandiera)    | A     | Enrico Chiarini     |
|    | Italia (bandiera)    | A     | Gianluca De Angelis |
|    | Italia (bandiera)    | C     | Cristian Di Leo     |
|    | Italia (bandiera)    | C     | Paolo Facchinetti   |
|    | Argentina (bandiera) | C     | Hernan Pablo Garin  |

| N. |                    | Ruolo | Calciatore        |
| -- | ------------------ | ----- | ----------------- |
|    | Italia (bandiera)  | C     | Alessandro Greco  |
|    | Italia (bandiera)  | A     | Giuseppe Ingari   |
|    | Italia (bandiera)  | A     | Andrea Marafioti  |
|    | Italia (bandiera)  | D     | Ivan Marconi      |
|    | Camerun (bandiera) | D     | Jean Mbida        |
|    | Marocco (bandiera) | C     | Adil Mezgour      |
|    | Italia (bandiera)  | P     | Luca Mogni        |
|    | Italia (bandiera)  | P     | Federico Nicastro |
|    | Italia (bandiera)  | A     | Andrea Pellini    |
|    | Italia (bandiera)  | C     | Walter Piccioni   |
|    | Italia (bandiera)  | C     | Paolo Ponzo       |
|    | Italia (bandiera)  | D     | Erri Praiano      |
|    | Italia (bandiera)  | A     | Michele Tarallo   |
|    | Italia (bandiera)  | A     | Cosimo Tedesco    |